# Benoît Cœuré
Pour les articles homonymes, voir Cœuré.
Benoît Cœuré, né le 17 mars 1969 à Grenoble (Isère), est un économiste français.
Il est administrateur de l'Insee et membre du directoire de la Banque centrale européenne de 2012 à 2019.
Depuis le 20 janvier 2022, il est président de l'Autorité de la concurrence, et depuis le 1er janvier 2025, président du comité de la concurrence de l’Organisation de coopération et de développement économiques (OCDE).

## Biographie

### Jeunesse et formation
Né d'un père ingénieur au Commissariat à l'énergie atomique (CEA), et d’une mère professeur de littérature, Benoît Cœuré est le benjamin d'une famille de trois enfants.
Après avoir obtenu son bac à seize ans, il intègre l'École polytechnique, (X 1987), puis suit une licence de japonais, avant de sortir diplômé de l'École nationale de la statistique et de l'administration économique (1992) et d'obtenir un DEA d'économie à l'école des hautes études en sciences sociales. Ses travaux portent sur la politique économique européenne et le système monétaire international.
Il est membre en disponibilité du Cercle des économistes.

### Carrière
En 1995, il entre à la direction générale du Trésor, après avoir travaillé pour l'Insee.
Il est conseiller économique du directeur du Trésor puis directeur de l'agence France Trésor, au sein de la direction générale du Trésor (DGTPE), jusqu'en décembre 2007. En 2008, il est nommé chef du service des affaires multilatérales et du développement, toujours à la DGTPE et copréside le Club de Paris. Il copréside en 2009 un des quatre groupes de travail du G20 chargé de préparer le sommet de Londres, et en 2011 un groupe de travail du G20 sur la gestion de la liquidité mondiale, dans le cadre de la réforme du système monétaire international. Il est directeur adjoint et chef économiste de la Direction générale du Trésor du 24 juin 2009 à décembre 2011. Le 1er janvier 2012, il devient l'un des six membres du directoire de la Banque centrale européenne (BCE) pour un mandat de huit ans.
Durant son mandat à la BCE, il est responsable des opérations de marché, de la surveillance des infrastructures de marché et des relations européennes et internationales, et de la représentation permanente à Washington (à partir de 2014). En tant que responsable des opérations de marché, il prépare la mise en place des opérations monétaires sur titres (OMT) en 2012, des taux d’intérêt négatifs en 2014, puis des opérations d’achats de titres (« assouplissement quantitatif ») à partir de 2015. En tant que responsable des relations européennes, il est membre du comité économique et financier de l’Union européenne et du groupe de travail de l’Eurogroupe de 2014 à 2019, et participe en 2015 aux négociations sur la crise financière grecque. En novembre 2018, il est le premier membre du directoire de la BCE à discuter les implications du changement climatique pour la conduite de la politique monétaire.
En septembre 2013, il est nommé à la tête du Comité sur les systèmes de paiement et de règlements (CSPR) de la Banque des règlements internationaux, devenu comité sur les paiements et les infrastructures de marché (CPIM) l’année suivante, qu’il préside pendant six ans. Sous son impulsion, le CPIM s’intéresse à la résilience des chambres de compensation, au risque de cyberattaque sur les infrastructures de marché, à la numérisation des systèmes de paiement, à l’essor des crypto actifs et à l’irruption des géants de la technologie dans les services financiers, notamment à travers ses rapports de 2018 sur la monnaie numérique de banque centrale et son rapport d’octobre 2019 aux ministres des finances et aux gouverneurs des banques centrales du G7 sur les « stable coins », en réaction au projet de monnaie numérique de Facebook, Libra.
Le 18 mai 2015, lors d'un dîner privé financé par le fonds spéculatif Brewan Howard et où les journalistes sont interdits, il donne des informations sensibles sur l'évolution de la politique monétaire de la BCE à des gérants de fonds spéculatifs et à des banquiers. Comme le contenu de ce discours n'est rendu public que le lendemain matin, les investisseurs présents à ce dîner ont la possibilité de profiter de ces informations pour prendre position et ainsi bénéficier des fluctuations importantes des taux et de l'euro occasionnées par la publication ultérieure de ces informations. Dans une lettre adressée à la Médiatrice européenne Emily O’Reilly, le président de la BCE, Mario Draghi, clarifie les circonstances de l’incident et précise que celui-ci a résulté d’une incompréhension entre différents services de la BCE sur l’heure de mise en ligne des informations en cause. La Médiatrice a en retour salué les mesures proposées par la BCE pour réduire tout risque de même ordre.
Il participe à la réunion du groupe Bilderberg de 2014, 2015 et 2016,,,,.
En novembre 2019, Benoît Cœuré est nommé à la tête du pôle innovation de la Banque des règlements internationaux (BRI). Il prend ses fonctions en janvier 2020 pour un mandat de cinq ans et a pour but d'emmener davantage d'innovation au service de la banque centrale des banques centrales et de répondre notamment au défi majeur que représente le lancement de la Libra, le projet de cryptomonnaie de Facebook,. A son départ de la BRI, le pôle innovation comporte 6 équipes localisées à Hong Kong, à Singapour, en Suisse, à Stockholm et à Londres et travaille sur six priorités : suptech et regtech, prochaine génération d’infrastructures de marché, monnaie numérique de banque centrale, finance ouverte, cyber sécurité et finance verte.
Entre 2020 et 2021, il est co-président du groupe de travail sur les monnaies numériques de banque centrale (MNBC) formé par sept banques centrales et de la BRI, qui publie un rapport en septembre 2021 sur les besoins des utilisateurs, les options technologiques et les conséquences pour la stabilité financière de la MNBC.
En avril 2020, il est chargé par le Premier ministre français de présider le comité chargé de veiller au suivi de la mise en œuvre et à l'évaluation des mesures de soutien financier aux entreprises confrontées à l'épidémie de Covid-19 qui publie son rapport final en juillet 2021.
Le 13 janvier 2022, les parlementaires français valident sa nomination,à la tête de l'Autorité de la Concurrence où il succède à Isabelle de Silva pour un mandat de 5 ans. Il souhaite en premier lieu «conforter l'indépendance, l'expertise et la capacité de réaction de l'Autorité», notamment en raccourcissant les délais de traitement des dossiers.

## Publications
- Économie de l’euro, avec Agnès Bénassy-Quéré, éditions La Découverte, 2002, 2010
- Politique économique, avec Agnès Bénassy-Quéré, Pierre Jacquet, et Jean Pisani-Ferry, éditions De Boeck Université, 2004, 2009.  (ISBN 2804146537)
- Dealing with the new Giants:  Rethinking the Role of Pension Funds, avec Tito Boeri, Lans Bovenberg et Andrew Roberts, CEPR, 2006.  (ISBN 1898128944)
- Economic Policy:  Theory and Practice, avec Agnès Bénassy-Quéré, Pierre Jacquet, et Jean Pisani-Ferry, Oxford University Press, 2010.  (ISBN 0195322738)
- Le monde a-t-il encore besoin de la finance ?, PUF, coll. « Cahiers du Cercle des économistes », 2010
- Quelles réformes pour sauver l'État ?, avec Jean-Paul Betbèze, PUF, coll. « Cahiers du Cercle des économistes », 2011